# Криваве полювання
«Криваве полювання» (англ. Blood Hunt) — майбутня кросоверна подія в коміксах, сценарій до якої написаний Джедом Маккеєм, малюнок до якої виконаний Пепе Ларразом і Марте Ґрацією, та буде виданий американським видавництвом Marvel Comics у 2024 році. За сюжетом, вперше за тисячоліття нація вампірів постає, об'єднані єдиною ідеєю.

## Історія публікації
На Нью-Йоркському комікс-конвенті в жовтні 2023 року Marvel Comics анонсували нову велику кросоверну подію, яка матиме власну обмежену серію та спінофи.
«Криваве полювання» стане обмеженою серією з п'яти випусків, написану нинішнім сценаристом «Месників» Джедом Маккеєм, яка дебютує у травні 2024 року. Серія стане кульмінацією про вампірський апокаліпсис, в якій візьмуть участь Месники, Блейд, Династія Крові, Людина-павук, Місяць-мисливець, Тигра, Доктор Стрендж і Клеа.

## Випуски

### Передмова
| Назва                                        | Випуски | Сценарист   | Художник     | Колорист | Дата випуску  |
| -------------------------------------------- | ------- | ----------- | ------------ | -------- | ------------- |
| «Free Comic Book Day 2024: Blood Hunt/X-Men» | 1       | Джед Маккей | Сара Пікеллі | —        | 4 травня 2024 |

### Головна серія
| Назва               | Випуски | Сценарист   | Художник    | Колорист     | Дата прем'єри | Дата закінчення |
| ------------------- | ------- | ----------- | ----------- | ------------ | ------------- | --------------- |
| «Криваве полювання» | 1–5     | Джед Маккей | Пепе Ларраз | Марте Ґрація | 1 травня 2024 | ЩНВ             |